# Mel Brooks
Mel Brooks (eredeti neve: Melvin Kaminsky) (Brooklyn, New York, 1926. június 28. –) Oscar-díjas amerikai filmrendező, forgatókönyvíró, zeneszerző, zeneszövegíró, komikus, színész és producer.
Leginkább filmparódiáiról és komikus alkotásairól ismert. Brooks egyike azon kevés embernek, akik megkapták az Emmy-, Grammy-, Oscar- és Tony-díjat. Három filmjét választotta be az Amerikai Filmintézet minden idők 100 legjobb amerikai filmvígjátéka közé: a Fényes nyergek a hatodik, a Producerek a 11. és Az ifjú Frankenstein a 13. helyen szerepel.

## Fiatalkora és családja
Brooks Melvin Kaminsky néven született Brooklynban, szülei Maximilian Kaminsky és Kate Brookman. Apja Gdańsk városában élő lengyel zsidó családból származott, anyja családja pedig Kijevben élt ukrán zsidó származású volt. Apja Mel kétéves korában elhunyt vesebetegségben.
Brooks apró termetű, beteges gyerek volt, aki gyakran vált társai gúnyolódásának céltáblájává. Fokozatosan magabiztosságot tudott nyerni abból, hogy számos Catskill rendezvényen volt „tummler” (jiddis kifejezés a „ceremóniamester” munkakörre) ami a rámenős komikus szerepével segítette. A gimnázium után belépett a hadsereg speciális képzőprogramjába a Virginia Military Institute keretein belül és a második világháborúban mint tizedes szolgált, részt vett az ardenneki offenzívában.

## Pályafutása
Komikusként kezdte a Catskill-hegységben, viccekkel és filmszínész-paródiákkal lépett fel. Hamarosan rájött, hogy jobban érdeklik a színfalak mögötti teendők, amikor a televízió számára készülő komédiákat kezdett írni. Sid Caesarrel és Carl Reinerrel együtt szerepelt a Your Show of Shows komikus sorozatban.
1960-tól kezdve Reinerrel párban léptek fel a Steve Allen Show-ban komikus duóként. Előadásaik hamarosan komikus albumsorozatok kiadásához vezettek: a 2000 Year Old Man sorozat öt albumot és egy 1975-ös animációs filmet is eredményezett. (Később Brooks a Ballantine Beer számára feldolgozta a témát, és létrehozta a 2500 Year Old Brewmaster karakterét.
Brooks első filmje az 1963-as A kritikus volt, egy művészkedő, ezoterikus filmeket kifigurázó animált szatíra, melyet Brooks alkotott meg Ernest Pintoff rendezésében. Brooks adta az elképedt mozinéző kommentárjait, aki megpróbálja az érthetetlen filmet értelmezni. A rövidfilm Oscar-díjat nyert. Röviddel ezután Buck Henryvel létrehozták a Get Smart (magyarul: A balfácán) tévésorozatot, ami hozzájárult Brooks ügyes szatírájának ismertségéhez.
Első egész estés filmje a A producerek (1967), ami egy sötét komédia két színházi emberről, akik megpróbálják szándékosan megalkotni a lehető legrosszabb Broadway show-t. A film szatírája annyira élesre sikerült (a show címe „Hitler tavasza” volt) hogy a nagy stúdiók nem voltak hajlandóak foglalkozni vele, szintúgy a nagyobb támogatók sem. Brooks végül egy független terjesztőt talált, aki művészfilm specialitásként hozta forgalomba. A film Oscar-díjat nyert a „legjobb eredeti forgatókönyv” kategóriában. Sikere hatalmas volt az „underground” körökben, először az egyetemi körökben terjedt el országos szinten, majd magánbemutatókon és videókazettákon. Brooks később musicalt készített belőle, amit hatalmas sikerrel játszottak a Broadway-n és példa nélküli módon tizenkét Tony-díjat kapott.
Két legsikeresebb filmjét 1974-ben mutatták be: a Fényes nyergek (amelyet Richard Pryor, Andrew Bergman, Norman Steinberg és Alan Urger írókkal együtt készített) és Az ifjú Frankenstein (melyet Gene Wilderrel közösen írt). Ezt egy eredeti ötlet követte: négy évtizede az első egész estés némafilm komédia. A Bombasikerben (amelyet Ron Clarkkal közösen írt 1976-ban) Brooks első főszerepét játssza Dom DeLuise-zal és Marty Feldmannal mint mellékszereplőkkel; a filmben szerepel továbbá ironikus módon Marcel Marceau, aki saját magát játszva (kameoszerep) a film egyetlen hallható szavát mondja ki. A következő évben adja ki a Magasfrász című Hitchcock-paródiát, mely filmnek immár saját maga a producere.
Brooks kialakította filmes munkájának kis csapatát, és filmjeinek jelentős része ugyanazokat a kedvelt színészeket alkalmazza. Dom DeLuise 8 alkalommal szerepelt az összesen 11 Brooks filmben, ő az egyetlen, aki több filmjében szerepelt, mint maga Brooks.
1975-ben, mozikarrierje csúcsán ismét a TV-vel próbálkozott: a When Things Were Rotten  című Robin Hood-paródia 13 részt ért meg. Majdnem húsz évvel később készül el a „Robin Hood: a tolvajok fejedelme” filmre válaszul a Robin Hood, a fuszeklik fejedelme című nagy sikerű paródiája, amelyben számos dialógust használt fel az eredeti tévésorozatból és korábbi filmjeiből.
1979-ben megalapította a Brooksfilms játékfilmgyártó céget, amely olyan filmeket készített, mint például az Űrgolyhók (1987), Drakula halott és élvezi (1995), Az elefántember (1980), A légy, és a Legkedvesebb évem.

## Magánélete
1951–1961 között Florence Baum volt a felesége. 1964–2005 között Anne Bancroft színésznővel élt házasságban, aki 2005-ben hunyt el.

## Filmográfia

### Film

#### Rendező, író és producer
| Év   | Magyar cím                        | Eredeti cím                  | Feladatkör | Feladatkör | Feladatkör | Megjegyzések               |
| Év   | Magyar cím                        | Eredeti cím                  | Rendező    | Író        | Producer   | Megjegyzések               |
| ---- | --------------------------------- | ---------------------------- | ---------- | ---------- | ---------- | -------------------------- |
| 1954 |                                   | New Faces                    | Nem        | Igen       | Nem        | Melvin Brooks néven        |
| 1967 | Producerek                        | The Producers                | Igen       | Igen       | Nem        |                            |
| 1970 | Tizenkét szék                     | The Twelve Chairs            | Igen       | Igen       | Nem        |                            |
| 1974 | Fényes nyergek                    | Blazing Saddles              | Igen       | Igen       | Nem        |                            |
| 1974 | Az ifjú Frankenstein              | Young Frankenstein           | Igen       | Igen       | Nem        | alapsztori és forgatókönyv |
| 1977 | Magasfrász                        | High Anxiety                 | Igen       | Igen       | Igen       |                            |
| 1981 | Világtörténelem – 1. kötet        | History of the World, Part I | Igen       | Igen       | Igen       |                            |
| 1987 | Űrgolyhók                         | Spaceballs                   | Igen       | Igen       | Igen       |                            |
| 1991 | Az élet büdös                     | Life Stinks                  | Igen       | Igen       | Igen       |                            |
| 1993 | Robin Hood, a fuszeklik fejedelme | Robin Hood: Men in Tights    | Igen       | Igen       | Igen       |                            |
| 1995 | Drakula halott és élvezi          | Dracula: Dead and Loving It  | Igen       | Igen       | Igen       |                            |
| 2005 | Producerek                        | The Producers                | Nem        | Igen       | Igen       |                            |

#### Színész
- A kritikus (1963)
- Muppet-show (1979)
- Az elefántember (1980)
- A meztelen bomba (1980)
- Lenni vagy nem lenni (1983)
- Egy ház Londonban (1987)
- Nicsak, ki beszél még! (1990)
- A dumagép (1993)
- A báránysültek hallgatnak (1994)
- ZseniKém – Balek és fia (1995)
- Megőrülök érted (1996-1999)
- Én vagyok a gyermeked (1997)
- Egyiptom hercege (1998)
- Egy kerékkel kevesebb (1999)
- Brekiék karácsonya (2002)
- Hunyor-major (2003-2007)
- Félig üres (2004)
- Robotok (2005)
- Zsenikém – Az ügynök haláli (2008)
- Hotel Transylvania 2. – Ahol még mindig szörnyen jó (2015)
- Hotel Transylvania 3. – Szörnyen rémes vakáció (2018)

## Fontosabb díjak és jelölések
- Oscar-díj a legjobb eredeti forgatókönyvnek (1968) Producerek
- Emmy-díj (1997, 1998, 1999) Megőrülök érted
- Tony-díj (2001)
- Grammy-díj (2002)